# Blackjack Pizza
Blackjack Pizza é uma empresa de entrega de pizzas com sede no Colorado, nos Estados Unidos. Foi fundada em 1983 por um ex-funcionário da Domino's Pizza, Vince Schmuhl, pois a Domino's Pizza era a única empresa de entrega de pizzas na região de Rocky Mountain, e pensou que os clientes apreciariam uma empresa diferente. A Blackjack Pizza é a maior do Colorado, com 800 funcionários, alguns dos quais trabalham a tempo parcial. Em 1 de janeiro de 2013, a Blackjack Pizza foi adquirida pela Askar Brands.

## História
A primeira loja da Blackjack Pizza abriu em 29 de junho de 1983, em Federal Heights, no Colorado, com uma segunda loja abrindo em Greeley, também no Colorado, em fevereiro de 1984. Em 1986, a Blackjack cresceu para seis lojas corporativas e um franqueado.
Em 1988, a Blackjack tornou-se uma franquia, graças a venda de várias lojas corporativas para franqueados. Hoje em dia, a Blackjack Pizza opera 45 lojas em cinco estados americanos. O slogan da Blackjack é "Melhor Pizza, Melhor Preço".
Eric Harris e Dylan Klebold, os seniores do ensino médio que cometeram o massacre de Columbine na Columbine High School, em 1999, trabalhavam a tempo parcial por 5 dólares e 15 centavos a hora na loja da Blackjack Pizza em Littleton, Colorado, e Eric, eventualmente, se tornou gerente de turno. Nesta pizzaria, os dois fizeram amizades importantes, que foram inadvertidamente conectadas ao ataque na Columbine High School. Os dois conseguiam se encontrar com Mark Manes, o homem que vendeu para eles a TEC-9 que usaram no massacre, através da conexão com Philip Duran, um colega de trabalho da Blackjack Pizza onde eles trabalhavam.
O receptor dos Denver Broncos, Rod Smith, aparecia frequentemente em comerciais da Blackjack Pizza, até outubro de 2008, quando a Blackjack lançou uma nova campanha publicitária com o elenco de Impulse Theater. O slogan de Rod Smith para os anúncios da Blackjack Pizza era "Fique com o time da casa".

## Filantropia
A Blackjack Pizza doou dinheiro para várias organizações. Em 2005, a Blackjack doou 8.842,40 dólares para a Fundação Bonfils Blood Center, que foi escolhida pela Blackjack Pizza para vencer a "80 Cent Pizza Promotion". A pizzaria também patrocinou um programa da Future Farmers of America em Fort Morgan, no Colorado. Em 2006, a franquia ofereceu um acordo para seus clientes de que, toda vez que eles pedissem o "Children's Hospital Special", a franquia doaria um dólar para o Hospital das Crianças, localizado em Aurora, no Colorado.

## Aquisições
Em 1 de janeiro de 2013, a Blackjack Pizza foi adquirida pela Askar Brands, uma empresa com sede em Michigan.